# Capelan

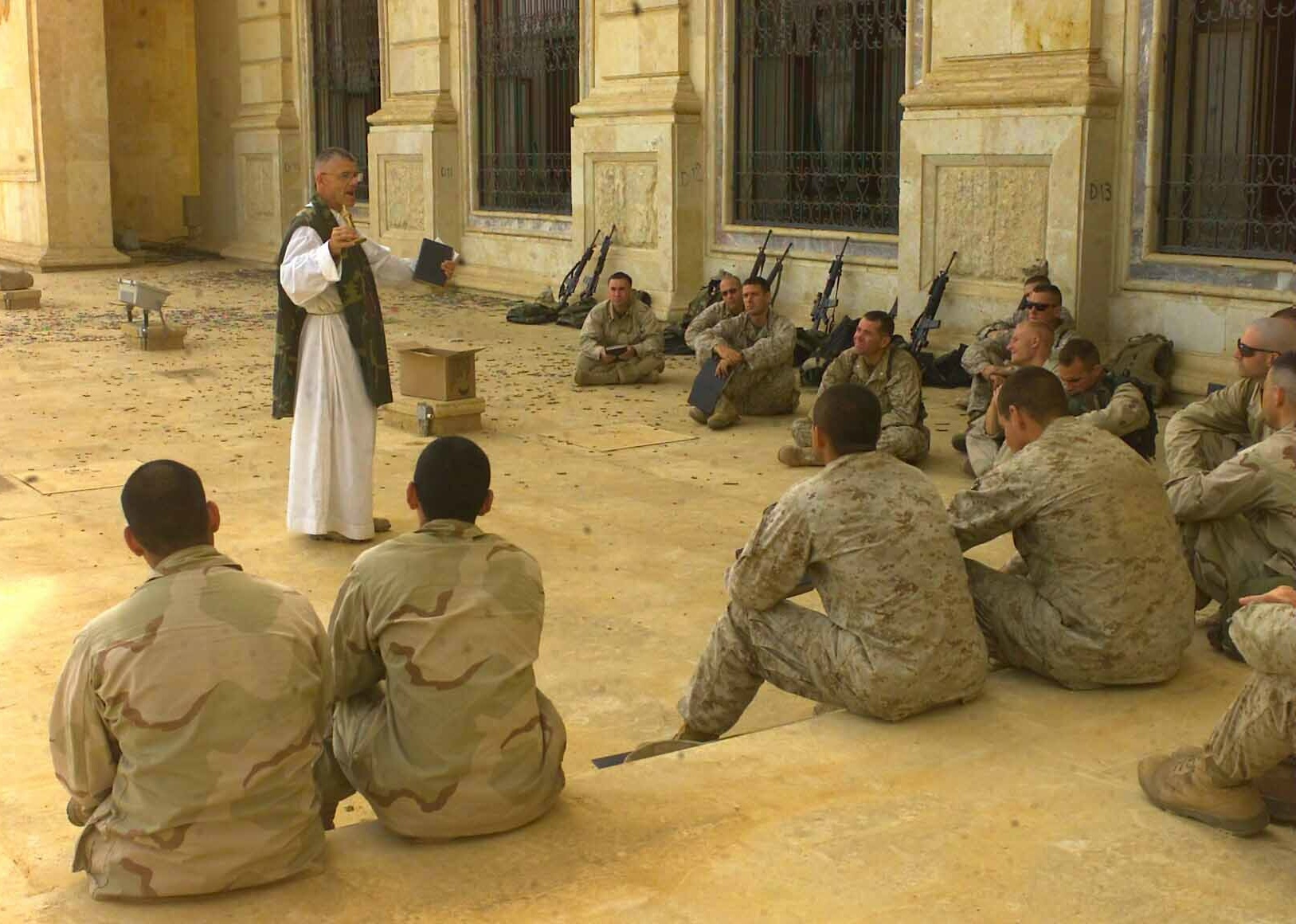
Un capelan militar cu niște soldați în Irak.

Un capelan este, în mod tradițional, un cleric care nu administrează o parohie și este atașat unei instituții seculare (precum un spital, o închisoare, o unitate militară, o școală, un sindicat, un departament de poliție, de pompieri, o universitate, un club sportiv sau capelă privată). Potrivit dreptului canonic, unui capelan i se poate atribui și serviciul religios al anumitor organisme sau instituții, cum ar fi frățiile. Responsabilitatea sa se limitează la nevoile spirituale și pastorale ale credincioșilor pentru care este responsabil.